# Güveççi, Yayladağı
Güveççi là một xã thuộc huyện Yayladağı, tỉnh Hatay, Thổ Nhĩ Kỳ. Dân số thời điểm năm 2011 là 411 người.
Căng thẳng giữa giữa Syria và Thổ Nhĩ Kỳ càng tăng thêm hkhi Syria bắn đạn cuối xuống gần ngôi làng này vào ngày 6 tháng 10 năm 2012.